# 翻刻
翻刻（ほんこく）とは、古文書・古典籍・石碑などに残された古い時代の文字を読み取り、活字化（テキスト化）することである。
または単に既存の文書・書籍の内容をそのままに再印刷・出版すること。この場合、印刷の元になるものは、活版本だけでなく、文字通りの刻む本、つまり木版本なども含まれる。また、石碑の内容を写した別の石碑を建てる場合にも翻刻の語は使われる。

## 大会

### 古文書解読コンテスト
2024年、長野県の伊那市立高遠町図書館で、古文書を翻刻する第1回古文書解読コンテストが行われた。運営には、伊那市、オンラインプラットフォーム「みんなで翻刻」、学術資料の保存を行う合同会社AMANEの3組織が包括連携協定を結んで設置した古文書読解コンテスト事務局が執り行った。2024年10月5日‐2025年1月末の4か月間をオンライン上で、高遠藩主内藤家の資料561点、岩崎家の資料273点の計834点の翻刻が行われた。全国の歴史愛好家ら111人が参加し158万1408文字の活字化が行われた。翻刻文字数、添削文字数、正確性を基に専門家チームが協議し優勝者が決定した。

### ヴェスヴィオ・チャレンジ
2023年にオンライン上で開催され12月31日に締め切られた。西暦79年のヴェスヴィオ火山噴火で炭化しているヘルクラネウム・パピルスの3D・X線データを人工知能(AI)に読み込ませるチャレンジが行われた。元GitHubのCEOナット・フリードマンの発案で行われた。イギリス・フランス・イタリアのパピルス学者による添削の結果から優勝チームに賞金が贈られた。